# Ronald Robertson
Ronald Frederick "Ronnie" Robertson  (Brackenridge, Pensilvânia, 25 de setembro de 1937 – Irvine, Califórnia, 5 de fevereiro de 2000) foi um patinador artístico estadunidense. Ele conquistou uma medalha de prata olímpica em 1956, e duas medalhas de prata em campeonatos mundiais.

## Principais resultados
| Resultados                                            | Resultados        | Resultados        | Resultados       | Resultados       | Resultados    | Resultados    | Resultados    | Resultados    | Resultados    | Resultados    | Resultados    | Resultados    |
| Internacional                                         | Internacional     | Internacional     | Internacional    | Internacional    | Internacional | Internacional | Internacional | Internacional | Internacional | Internacional | Internacional | Internacional |
| Evento/Temporada                                      | 1952– 1953        | 1953– 1954        | 1954– 1955       | 1955– 1956       |               |               |               |               |               |               |               |               |
| ----------------------------------------------------- | ----------------- | ----------------- | ---------------- | ---------------- | ------------- | ------------- | ------------- | ------------- | ------------- | ------------- | ------------- | ------------- |
| Jogos Olímpicos                                       |                   |                   |                  | Medalha de prata |               |               |               |               |               |               |               |               |
| Campeonato Mundial                                    | 4.º               | 5.º               | Medalha de prata | Medalha de prata |               |               |               |               |               |               |               |               |
| Campeonato Norte-Americano                            | Medalha de bronze |                   |                  |                  |               |               |               |               |               |               |               |               |
| Nacional                                              |                   |                   |                  |                  |               |               |               |               |               |               |               |               |
| Campeonato dos Estados Unidos                         | Medalha de prata  | Medalha de bronze |                  | Medalha de prata |               |               |               |               |               |               |               |               |
|                                                       |                   |                   |                  |                  |               |               |               |               |               |               |               |               |
| Legenda: Competição não foi disputada nesta temporada |                   |                   |                  |                  |               |               |               |               |               |               |               |               |